# Černá studně
Černá studně je studánka nacházející se v lese mezi vesnicemi Milovy a Blatiny, poblíže skal Malínská skála a Drátník, ve Žďárských vrších v pohoří Hornosvratecká vrchovina. Leží na katastrálním území Blatin obce Sněžné v okrese Žďár nad Sázavou v Kraji Vysočina.
Dle je voda ze studánky nepitná.

## Další informace
Nedaleko od lesní silnice a turistické trasy a cyklotrasy se nachází kameny obložená a dřevěnou stříškou krytá studánka. Stříšku postavily Lesy České republiky. V blízkosti studánky byly vysazeny dva jilmy. Voda ze studánky stéká do Černého potoka a patří do povodí řeky Svratka, přítoku řeky Dyje v úmoří Černého moře. Studánka se nachází ve výšce cca 656 m n. m. Místo je celoročně volně přístupné.
Ve vzdálenosti asi 180 m na opačné straně silnice se nachází Pomník padlých lesníků.

## Galerie

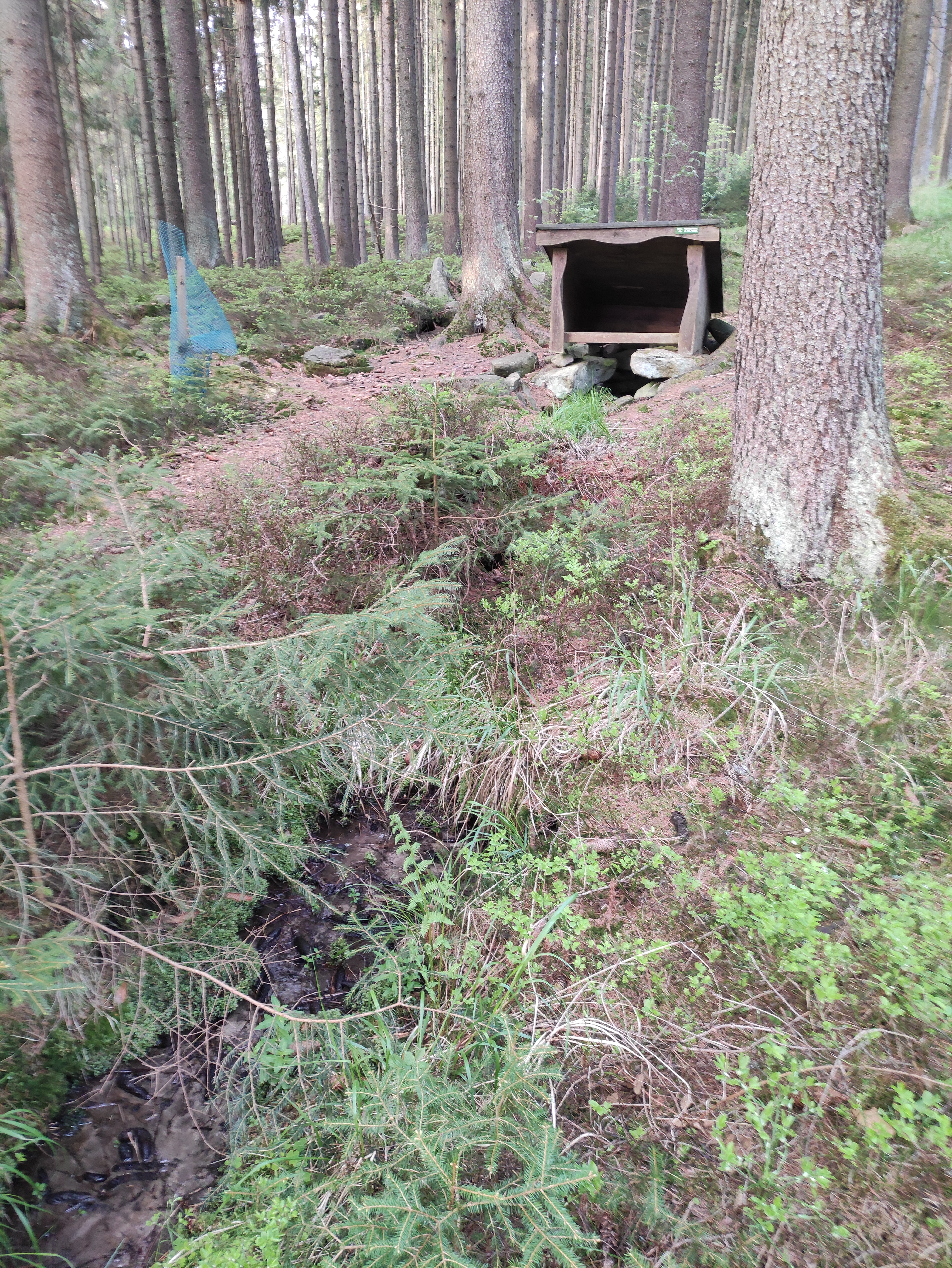